# Larry Young (musicien)
Pour les articles homonymes, voir Larry Young.
Larry Young (aussi connu sous le nom de Khalid Yasin (Abdul Aziz), né le 7 octobre 1940 à Newark, New Jersey - mort le 30 mars 1978 à New York) est un organiste américain (occasionnellement pianiste) des années 1960 et des années 1970. Il apparaît autant comme leader que comme accompagnateur.

## Biographie
Larry Young, alors âgé de 14 ans, découvre un orgue dans le club de jazz de son père. Une fascination pour cet instrument naît chez le jeune homme, qui perçoit en cet instrument de nombreuses possibilités de s'exprimer musicalement. L'approche « cliché » que véhicule l'orgue dans le style funk jazz ne l'intéresse pas, il déclare même plus tard :

« C'est une honte que tant d'organistes soient si commerciaux. Cet instrument peut tout faire et peut être utilisé de manière si varié avec les autres instruments. J'entends constamment des choses que je suis déjà capable de jouer. »

À la fin des années 1950, il « jamme » fréquemment avec des musiciens de jazz locaux, dont Woody Shaw et Herbert Morgan avec qui il enregistrera plus tard. Il joue aussi un certain nombre de concerts avec les groupes R&B de Jimmy Rushing et de Lou Donaldson.
Larry Young enregistre trois albums pour Prestige entre 1960 et 1962, même si à ce stade il en est encore à développer ses idées et son identité musicale. Il travaille notamment avec Hank Mobley, Kenny Dorham, Tommy Turrentine et Johnny Coles. À noter que durant cette période, la ville de Newark voit naître une génération de grands musiciens de jazz, tels que Wayne Shorter, Hank Mobley, Woody Shaw, Herbert Morgan, Tyrone Washington, Grachan Moncur, Larry Young ou encore Eddie Gladden.
S'ensuit de 1964 à 1969 plusieurs sessions d'enregistrements pour le label Blue Note, dont sept en tant que leader. Son second album Unity (en), enregistré le 10 novembre 1965, reste un classique bien qu'il ne soit que peu connu. Les musiciens sur l'opus sont Woody Shaw (trompette), Joe Henderson (saxophone ténor), Elvin Jones (batterie) et Larry Young à l'orgue. Unity (en) démontre qu'il est capable de transcrire ses idées sur son instrument[Lesquelles ?] et apporte une dimension nouvelle à l'orgue dans le jazz au même titre que John Patton ou Freddie Roach. Le guitariste Grant Green, lors d'une conversation avec Nat Hentoff, déclare :

« Une chose à propos de Larry Young : c'est un vrai joueur d'orgue. Il connaît cet instrument, et en plus, à l'inverse de certains joueurs d'orgue, il n'empiète jamais sur ton jeu. Au contraire, il cherche constamment à construire quelque chose autour de toi, et en même temps il t'écoute et t'aide grâce à son accompagnement. Il est bien plus polyvalent que ce que sont généralement les organistes. Il est capable de s'adapter à chaque instrument et donc de revoir sa manière d'accompagner. Mec, il change même son jeu pour accompagner la batterie. Encore une autre chose : On sait quand Larry joue. C'est son son, son imagination et ses lignes mélodiques qui le rendent si reconnaissable. Son sens de la mélodie est très novateur. »

— tiré de la liner note de l'album Mother Ship, écrite par Michael Cuscuna, (1980)
Il fait partie des membres fondateurs du « Tony Williams Lifetime » créé en 1969 et contribue à la naissance d'un genre en gestation alors : le jazz-rock.
Le 14 avril 1969, il enregistre avec Jimi Hendrix des instrumentaux dont une partie fut publiée sous le nom de Hendrix/Young sur l'album Nine to the Universe en 1980.
En août 1969, il participe aux sessions de l'album Bitches Brew de Miles Davis, souvent considéré comme la pierre angulaire du jazz-rock.
En février 1970, John McLaughlin enregistre avec lui, Billy Rich et Buddy Miles son second album solo, Devotion.
En 1973, il participe à la tournée commune de John McLaughlin et Carlos Santana. Il enregistre Lawrence of Newark la même année, avec Pharoah Sanders comme invité sur une plage.
Il meurt en 1978, à l’âge de 37 ans, des suites d’une pneumonie.

## Discographie

### En tant que leader
- Testifying, 1960, Prestige.
- Young Blues, 1960, Prestige.
- Groove Street, 1962, Prestige.
- Into Somethin’, 1964, Blue Note.
- Unity (en), 1965, Blue Note.
- Of Love And Peace, 1966, Blue Note.
- Contrasts, 1967, Blue Note.
- Heaven on Earth, 1968, Blue Note.
- Mother Ship, 1969, Blue Note.
- Lawrence of Newark, 1973, Perception.
- Fuel, 1975, Arista.
- Spaceball, 1975, Arista.
- The Magician, 1977, Acanta/Bellaphon (Germany).

### En tant que sideman
Avec Jimmy Forrest
- 1960 : Forrest Fire (New Jazz)

Avec Grant Green
- 1963 : Talkin' About! (Blue Note)
- 1964 : Street of Dreams (Blue Note)
- 1965 : I Want to Hold Your Hand (Blue Note)
- 1965 : His Majesty King Funk (Verve)

Avec Etta Jones
- 1963 : Love Shout (Prestige)

Avec Gildo Mahones
- 1963 : I'm Shooting High (Prestige)
- 1964 : The Great Gildo (Prestige)

Avec Woody Shaw
- 1965 : In the Beginning (Muse)

Avec Miles Davis
- 1969 : Bitches Brew (Columbia)
- 1974 : Big Fun

Avec John McLaughlin
- 1969 : Devotion (Douglas)
- 1972 : Love, Devotion, Surrender (Columbia) - avec Carlos Santana

Avec Tony Williams
- Emergency! (1969, Polydor)
- Turn It Over (1970, Polydor)
- Ego (1971, Polydor)

Avec Love Cry Want (Nicholas, Joe Gallivan et Larry Young)
- 1972 : Love Cry Want (Newjazz.com, sorti en 1997)

Avec Joe Chambers
- 1978 : Double Exposure (Muse)